# 윤한민
윤한민(1985년 4월 23일 ~ )은 대한민국의 희극인이다. 개그맨 황현희와 닮은꼴이다.

## 출연 작품
- KBS2《개그콘서트》

〈시청률의 제왕〉
〈씨스타 29〉
〈전설의 레전드〉
〈오성과 한음〉
〈두근두근〉
〈황해〉
〈배꼽도둑〉
〈미안해요 형〉
〈선배, 선배!〉
〈세상아 덤벼라〉
〈시청자 의견〉
〈10년 후〉
〈알포인트〉
〈줌 in 줌 out〉

## 유행어
- 죽는 건가~ (알포인트)